# Il terrore viene dalla pioggia
Il terrore viene dalla pioggia (The Creeping Flesh) è un film del 1973 diretto da Freddie Francis.

## Trama
Il demone Shish Kang si risveglia sotto forma di scheletro e terrorizza l'Inghilterra. Disgrazie coinvolgeranno colui che l'aveva disturbato portando i suoi resti dalla Nuova Guinea: il professor Emmanuel Hildern e sua figlia.
I due impazziranno e finiranno nel manicomio gestito proprio dal fratello di Hildern, mentre il demone, ormai libero, vagherà per il mondo.